# Parchet din bambus

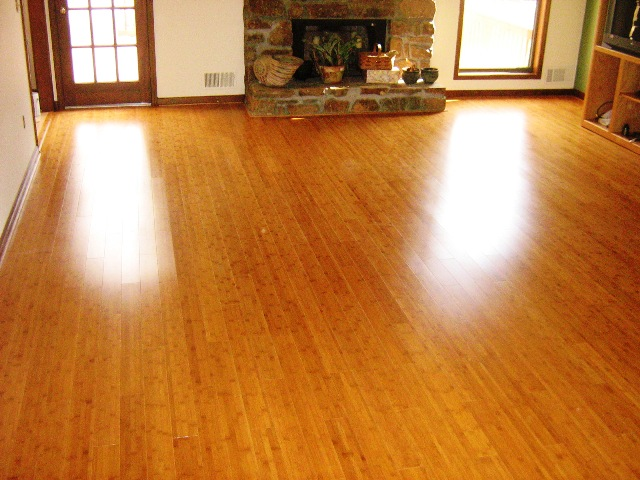
Podea din bambus

Parchetul din bambus, sau podelele din bambus, sunt un tip de pardoseală realizată din tulpinile de bambus care sunt selectate, uscate, tăiate în fâșii și apoi lipite în panouri din care se debitează apoi frizele de parchet. 
Un tip special de parchet din bambus îl reprezintă bambusul densificat. Acesta este obținut prin comprimarea materiei prime la presiuni mari, obținându-se astfel panouri de bambus densificat cu densitate și duritate foarte mare.
Bambusul este o specie cu o putere foarte mare de regenerare. După recoltarea la ras, pădurea de bambus revine la dimensiunea de exploatație adultă după 5 ani. Prin comparație, cele mai multe specii de arbori de esență tare, cum sunt fagul și stejarul au nevoie de 100 de ani pentru a fi exploatați.
Bambusul a căpătat o popularitate crescută în domeniul pardoselilor în ultimele decenii datorită durității, durabilității, a faptului că este o alternativă ecologică la lemnul masiv, dar și a rezistenței sale naturale la umezeală și la atacul insectelor.
În privința durității, bambusul în stare bruta are o duritate de 530-650 Kg forță folosind testul de rezistență a materialelor Janka. Bambusul densificat are 1360 Kg forță. Prin comparație, alte esențe de lemn au: stejarul 500-620 Kg forță, Fagul 711 Kg forță, salcâmul 794 Kg forță, merbau 873 Kg forță, ipe 1671 kg forță.
Parchetul din bambus este de cele mai multe ori finisat din fabrică. Calitatea lacului utilizat trebuie să  întrunească minimele criterii de rezistență la trafic, dar rezistența în sine a lacului diferă in funcție de tipul de lac folosit. Cele mai rezistente sunt lacurile poliuretanice bicomponente.
Parchetul de bambus poate fi refinisat în cazul apariției zgârieturilor.